# Жиролики црви
Жиролики црви (Enteropneusta) су црволике животиња из филума полухордата. Живе солитарно ријући по дну приобалног дела мора или укопавајући се у јаме. Тело име је издужено и његов предњи део (рилица) подсећа на жир по чему су и добили назив. Величина тела им обично износи неколико центиметара мада има врста које достижу и 2,5 m. Највећи број врста из типа полухордата припада овој групи (класи) животиња. 

## Телесни региони
Тело им је подељено на три региона:
- рилицу (proboscis);
- огрлицу (кратко задебљање око врата) на чијој се вентралној страни налазе уста;
- труп који је спљоштен и на њему се налази два низа шкржних прореза.

На леђњој страни ждрела образује се шупља евагинација, стомохорда, која се пружа ка напред улазећи у рилицу. Слична је нотохорди код хордата од које се разликује по томе што нема потпорну улогу и што је у вези са цревом. 
Целом је добро развијен и налази се у свим телесним регионима и то тако што је у огрлици и трупу паран, док је у рилици непаран због развића мишића.

## Унутрашња грађа

### Црево и органи за излучивање
Црево почиње устима која се настављају на ждрело и може се поделити на:
- шкржни део
- јетрени део.

Шкржни део обухвата ждрело које има двоструку функцију:
- респираторну јер се преко шкржних прореза обавља размена гасова и вода излази у спољашњу средину;
- транспортује хранљиве материје ка цреву.

Јетрени део црева је богато снабдевен израштајима са жлезданом функцијом и завршава се аналним отвором на задњем крају трупа. 
Органи за излучивање су у виду канала: једног у рилици и два у огрлици, преко којих је целом у вези са спољашњом средином.

### Крвни систем
Отвореног је типа са правилном циркулацијом хемолимфе. 
Састоји се од:
- леђног крвог суда у коме се хемолимфа креће према напред;
- трбушног крвног суда у коме је кретање хемолимфе ка назад;
- попречних судова који у пределу огрлице спајају леђни и трбушни суд;
- централна лакуна која представља проширење леђног суда у пределу рилице;
- срце у виду контрактилног мешка.

### Нервни систем и чула
Састоји се од:
- дорзалног (леђног) нервног стабла које је јаче развијено и у пределу рилице је цевасто (као код хордата);
- вентралног (трбушног) нервног стабла;
- попречних комисура које у области рилице спајају дорзално и вентрално стабло.

Чула не постоје осим што се у епителу налазе фоторецепторне ћелије.

### Полни систем
Полни систем је смештен у средњем делу трупа бочно од црева и састоји се од:
- гонада
- канала преко којих гонаде комуницирају са спољашњом средином.

Одвојених су полова, а развиће се одвија метаморфозом преко ларве торнарије која је слична ларви бодљокожаца.